# Katla Tryggvadóttir
Katla Tryggvadóttir (* 5. Mai 2005) ist eine isländische Fußballspielerin.

## Karriere

### Vereine
Katla kam im Alter von 15 Jahren im August 2020 das erste Mal im Seniorinnenbereich für Valur Reykjavík in einem Punktspiel in der Besta deild kvenna, der höchsten Spielklasse im isländischen Frauenfußball, zum Einsatz. In der Folgespielzeit wurde sie fünfmal eingesetzt. Damit hatte sie Anteil an der errungenen Meisterschaft.
Im Mai 2021 half sie beim in Hlíðarendi ansässigen Knattspyrnufélagig Hlídarendi in der drittklassigen 2. Deild Kvenna in vier Punktspielen aus, in denen ihr sechs Tore gelangen.
Mehr Einsätze kamen nach ihrem Vereinswechsel zum Þróttur Reykjavík zustande, der sie als Neuzugang am 20. November 2021 auf der Website begrüßt hatte. In der Spielzeit 2022 wurde sie 14 Mal im Punktspielbetrieb berücksichtigt, wie auch in der Spielzeit 2023, in denen ihr fünf und sechs Tore gelangen. In ihrer letzten Spielzeit erzielte sie zwei Tore in fünf Punktspielen.
Das erste Mal ins Ausland gelangt, kam sie von April bis November 2024  in 24 von 26 Punktspielen für den schwedischen Erstligisten Kristianstads DFF zum Einsatz, in denen sie sieben Tore erzielte. Am Ende der Spielzeit 2025 war sie in elf Punktspielen viermal als Torschützin erfolgreich. Ihr zweiter Verein im Ausland ist ab der im Oktober beginnenden Saison der italienische Erstligist AC Florenz, der sie am 6. August 2025bis zum 30. Juni 2028 unter Vertrag nahm.

### Nationalmannschaft
Katla absolvierte ab Juli 2021 als Nationalspielerin für den KSÍ drei Spiele in der U16-Nationalmannschaft im Juli 2021.
In der U17-Nationalmannschaft, für die sie von September 2021 bis März 2022 in sechs Spielen in der altersbezogenen EM-Qualifikation eingesetzt worden war, erzielte sie auch ihre ersten Länderspieltore. Drei Monate später wurde sie in zwei Länderspielen der Altersklasse U18 (0:1 und 2:2 vs. Finnland) berücksichtigt.
Von November 2022 bis April 2024 wurde sie 16 Mal in der U19-Nationalmannschaft eingesetzt. In der U20-Nationalmannschaft spielte einmal; zweimal kam sie in der U23-Nationalmannschaft zum Einsatz.
Seit Juli 2024 spielt sie in der A-Nationalmannschaft. Bei der Europameisterschaft 2025 kam sie in allen drei Spielen der Gruppe A zum Einsatz, nach denen sie nach drei Niederlagen die Heimreise antreten musste. Sie war die jüngste Spielerin und Spielerin mit den wenigsten Länderspielen im Kader. In den ersten beiden Spielen wurde sie in der Schlussphase eingewechselt, im letzten Gruppenspiel stand sie in der Startelf, wurde aber nach 57 Minuten ausgewechselt.

### Erfolge
- Isländischer Meister 2021
- Isländischer Pokal-Sieger 2021